# Біцменді
Біцменді (груз. ბიწმენდი) — село в Грузії.
За даними перепису населення 2014 року в селі проживає 506 осіб.